# الإجهاض في سلوفاكيا
الإجهاض في سلوفاكيا قانوني عند الطلب حتى 12 أسبوعا من الحمل، ولأسباب طبية في مراحل لاحقة. قُنن الإجهاض بالكامل في 23 تشرين الأول/أكتوبر 1986. وُفرت القيود على الإجهاض في سلوفاكيا وما يعرف الآن بالجمهورية التشيكية في وقت مبكر من 19 ديسمبر 1957، ولكن قانون عام 1986 هو الذي ألغى شرط الموافقة الطبية على الإجهاض قبل الأسبوع الثاني عشر من الحمل. الفتيات دون سن 16 عاما ً يطلبن موافقة الوالدين على الإجهاض، في حين يمكن للفتيات البالغات من العمر 16 و17 عاماً إجراء العملية دون موافقة ولكن لا يزال يتعين إخطار الوالدين.
ولإجراء عملية إجهاض حسب الطلب، يجب ألا تكون المرأة قد تجاوزت الأسبوع الثاني عشر من حملها، ويجب عليها أن تقدم طلبها لإجراء الإجهاض بشكل كتابي إلى طبيب أمراض النساء لديها، وتقدم المشورة ومعلومات تحديد النسل إلى المرأة، وتحال إلى المستشفى لإنهاء حملها. بعد اثني عشر أسبوعا، يجب أن توافق مجموعة من الأطباء على الإجهاض، الذي يحدث في الممارسة العملية فقط إذا كانت هناك فرصة لضرر لا يمكن إصلاحه إما للجنين أو للأم.
وبلغ معدل الإجهاض ذروته في أواخر الثمانينات بعد تحرير قانون الإجهاض القديم، حيث بلغ ما يقرب من 40 حالة إجهاض لكل 100 ولادة. في عام 2004، انخفض الرقم إلى أقل من 15 حالة إجهاض لكل 100 ولادة، وهو أدنى معدل له منذ أن بدأت الحكومة في تتبع أرقام الإجهاض في عام 1958. وفي عام 2010، كان معدل الإجهاض 13.9 حالة إجهاض لكل 1000 امرأة تتراوح أعمارهن بين 15 و44 سنة.